# 替格鲁西布
替格鲁西布（英语：Tideglusib、NP-12，NP031112）是一种有效、选择性且不可逆的小分子非ATP竞争性糖原合酶激酶-3（GSK-3）抑制剂。

## 潜在应用
替格鲁西布正在接受多种应用的调查：
- 替格鲁西布藥物可以攻克抑制牙質生長的糖原合成酶激酶-3（GSK-3），活化牙髓中的幹細胞，使其長成牙本質母細胞，促進牙本質的生成。[2]

- 阿茲海默症和进行性核上性麻痹。截至2017年，它正在进行IIa[3]和IIb期臨床試驗。[4][5][6][7]首个将会出版（以英文）的实验是Phase II（英语：Phases of clinical research），证明替格鲁西布有良好耐受性，只有一些中度、无症状、完全可逆的肝酶（≥2.5x ULN；ULN=正常上限）增加。

- 牙齿修复机制，以海绵结构体促进牙本質的加强，直至海绵生物降解，留下坚实的牙质结构。在2016年，它成功在尝试中永久填补老鼠牙齿中的0.14毫米孔洞。[8][9][10]

- 青少年自闭症谱系障碍。

此外，最近的研究表明，替格鲁西布对于先天性/少年型强直型肌营养不良症1型是一项有希望的治疗方法，二期临床试验接近完成（由AMO Pharmaceuticals赞助）。